# Hangszerek listája
Ez a szócikk a hangszereket sorolja fel.
| Ábécé szerinti tartalomjegyzék                                                                           |
| --- |
| A, Á B C Cs D Dz Dzs E, É F G Gy H I, Í J K L Ly M N Ny O, Ó Ö, Ő P Q R S Sz T Ty U, Ú Ü, Ű V W X Y Z Zs |

## A
- Aeolhárfa
- Akusztikus gitár
- Alpesi kürt
- Angklung
- Angolkürt
- Aulosz

## B
- Baglama
- Baglamasz
- Balaban
- Balafon
- Balalajka
- Bandoneón
- Bandurria
- Barbitosz
- Baritonkürt
- Barokk gitár
- Baryton
- Basszusgitár
- Basszuskohu
- Begena
- Bendzsó
- Berimbau
- Billentyűs hárfa
- Bodhran
- Brácsa
- Buccina
- Busine
- Buzuki

## C
- Cajón
- Carillon
- Ceglédi kanna
- Cellone
- Chapman Stick
- Charango
- Cimbalom
- Cink
- Cintányér
- Citera
- Citole
- Colascione
- Crwth

## CS
- Cseleszta
- Cselló
- Csembaló
- Csengettyű
- Csinghu
- Csunghu

## D
- Darbuka
- Didzseridu
- Dob
- Dobfelszerelés
- Dobgép
- Doromb
- Duda
- Duduk
- Dulcián
- Dzsembé
- Dzsesszgitár

## E, É
- Egykezes furulya
- Elektroakusztikus gitár
- Elektromos cselló
- Elektromos gitár
- Elektromos hárfa
- Elektromos hegedű
- Elektromos mandolin
- Elektromos nagybőgő
- Elektromos zongora
- Érintő nélküli gitár
- Erhu
- Escopetarra
- Esőbot
- Eufónium

## F
- Fagott
- Fakürt
- Fidula
- Fife
- Flageolett
- Flamencogitár
- Furulya
- Fuvola
- Fűzfasíp
- Forgólant

## G
- Gadulka
- Gépzongora
- Ghatam
- Gitár
- Gong
- Görbekürt
- Gudok
- Guiterne
- Guszle
- Güiro

## H
- Hammond-orgona
- Hang
- Hangvilla
- Harang
- Harangjáték
- Hardanger fidula
- Harmonika
- Hárfa
- Háromhúros brácsa
- Harsona
- Hatlyukú furulya
- Heckelphon
- Hegedű
- Hegedűoktett
- Hegum
- Helikon
- Hosszú furulya
- Hszün

## I, Í
- Ívhárfa

## J
- Japándob

## L
- Lant
- Líra
- Lira da braccio
- Lira da gamba
- Lituus

## M
- Magyar duda
- Mandolin
- Mánus gitár
- Maracas
- Marimba
- Masinko
- Melodika
- Mexikói vihuela
- Mridangam

## N
- Nagybőgő
- Nádduda
- Nével
- Nyckelharpa

## NY
- Nyugati lant

## O
- Oboa
- Oboa d’amore
- Oboa da caccia
- Okarina
- Oktobasszus
- Oldalfúvós furulya
- Ophikleid
- Orgona (hangszer)
- Orosz gitár

## P
- Pandura
- Panhu
- Pánsíp
- Pedálhárfa
- Pedal steel gitár
- Pergődob
- Phorminx
- Piccolo
- Piccolo oboa
- Pi-pá
- Pochette
- Pommer
- Pontoszi líra
- Pszaltérion
- Pszithüra

## Q
- Quinton

## R
- Rebáb
- Rebek
- Reneszánsz gitár
- Rezonátoros gitár

## S
- Sakuhacsi
- Schalmei
- Samiszen
- Sekere
- Siku
- Síp
- Sófár
- Skót duda
- Stíldob

## SZ
- Szalpinx
- Szansin
- Szarruszofon
- Szájharmonika
- Szárnykürt
- Szaung gauk
- Szaxkürt
- Szaxofon
- Szélfurulya
- Szélorgona
- Szerpent
- Szimandron
- Szimikion
- Szintetizátor
- Szisztrum
- Szitár
- Szöghárfa
- Szouszafon

## T
- Tablá
- Talamba
- Taille oboa
- Tambura
- Tárogató
- Tekerőlant
- Tenorbrácsa
- Tenorkürt
- Tenortuba
- Teorba
- Teponaztli
- Teremin
- Tilinkó
- Timple
- Töröksíp
- Triangulum
- Tromba marina
- Trombita
- Tuba
- Txalaparta

## U, Ú
- Úd
- Ukulele

## Ü
- Üstdob
- Ütőgardon

## V
- Verkli
- Vertikális brácsa
- Vevetl
- Vibrafon
- Vihuela
- Viola alta
- Viola bastarda
- Viola d’amore
- Viola da braccio
- Viola da gamba
- Viola da spalla
- Viola pomposa
- Violino piccolo
- Violino pomposo
- Violinofon
- Violoncello piccolo
- Violotta
- Vína
- Víziorgona
- Vonós zongora
- Vuvuzela

## W
- Wagner-tuba
- Warr-gitár

## X
- Xilofon
- Xylorimba

## Z
- Zenélő íj
- Zongora
- Zurna

## Kapcsolódó cikk
- Afrikai hagyományos hangszerek